# Quách quý phi (Đường Kính Tông)
Đường Kính Tông Quách Quý phi (chữ Hán: 唐敬宗郭貴妃), là một phi tần của Đường Kính Tông trong lịch sử Trung Quốc.

## Tiểu sử
Không rõ ngày sinh và tên thật của Quách quý phi. Cha bà là hộ quân hoàng thành Quách Nghĩa (郭義), sử sách không ghi rõ xuất thân, nguyên quán người này. Vào cuối những năm trị vì của Đường Mục Tông, với nhan sắc trời phú, Quách thị trở thành phi thiếp của Hoàng thái tử Lý Đam.
Năm Trường Khánh thứ 4 (824), Lý Đam đăng cơ ở Thái Cực đông tự, tức là Đường Kính Tông. Cùng năm, Quách thị được phong làm Tài nhân. Cùng năm ấy, Quách Tài nhân hạ sinh trưởng tử của Đường Kính Tông là Lý Phổ. Năm sau (825) liền sách phong Tấn vương.
Năm Bảo Lịch thứ 2 (826), Quách Tài nhân được sắc phong làm Quý phi — địa vị cao nhất trong hậu cung lúc bấy giờ. Quách Quý phi là người xinh đẹp lại hiền đức nên rất được Kính Tông sủng ái. Đường Kính Tông cũng truy phong thụy cho cha của Quách Quý phi là Quách Nghĩa và phong chức tước cho anh bà là Quách Hoàn (郭環), ban thưởng phủ đệ. Tằng tổ, tổ phụ cùng cha mẹ của Quách thị nhân đó đều ân phong, sự vinh hiển này được đánh giá: ["Vinh cập tổ di, tiền lệ vô chi"; 荣及祖祢。前例无之]. Cùng năm ấy, Quách Quý phi hạ sinh một người con nữa cho Kính Tông, là Lý Ngôn Dương (李言揚).
Năm Bảo Lịch thứ 3 (827), mùa xuân, Đường Kính Tông bị sát hại. Em trai ông là Giang vương Lý Ngang đăng cơ, tức Đường Văn Tông. Văn Tông thấy Tấn vương Lý Phổ tỏ ra ngoan ngoãn và biết vâng lời thì tỏ ra rất ưa thích, nên Quách Quý phi được ưu đãi trong cung, không hề suy giảm. Tuy nhiên Lý Phổ lại yểu mệnh, sớm qua đời vào năm Đại Hòa thứ 2 (828), được truy tặng Hoàng thái tử. Đó là ghi chép cuối cùng về Quách quý phi trong sử sách, không biết khi nào bà qua đời.